# Bohušov
Bohušov (zunächst Poříčí, danach Fulštein, 1921–1950 Fulštejn; deutsch zunächst Gottfriedsdorf, danach Fulmenstein bzw. Füllstein) ist eine Gemeinde im Okres Bruntál (Freudenthal) in Tschechien. Sie liegt fünf Kilometer südlich Osoblaha (Hotzenplotz) an der Grenze zu Polen.

## Geographie
Bohušov liegt in den Ostsudeten in der Zlatohorská vrchovina (Zuckmanteler Bergland / Oppagebirge). Das Dorf befindet sich oberhalb der Einmündung der Hrozová (Grossebach) im Tal der Osoblaha (Ossa). Nachbarorte sind Osoblaha im Norden, Kašnice (Kaschnitzberg) im Osten, Matějovice (Matzdorf) im Südosten, Ostrá Hora (Schärfenberg) im Süden, Dolní Povelice (Nieder Paulowitz) im Südwesten, Dívčí Hrad (Maidelberg) im Westen und Karlov (Karlsdorf) im Nordwesten.
Jenseits der Grenze zu Polen liegen im Nordosten Sławoszów (Amaliengrund) und im Südosten Głubczyce (Leobschütz).

## Geschichte

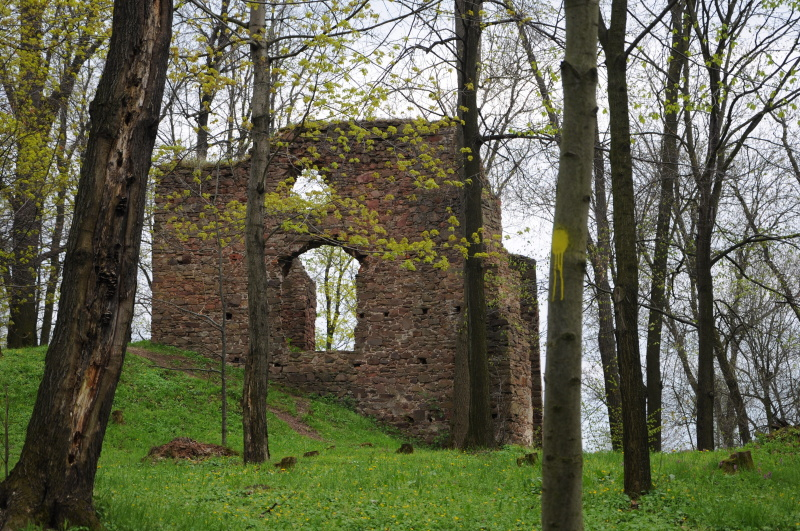
Burgruine Fulštejn

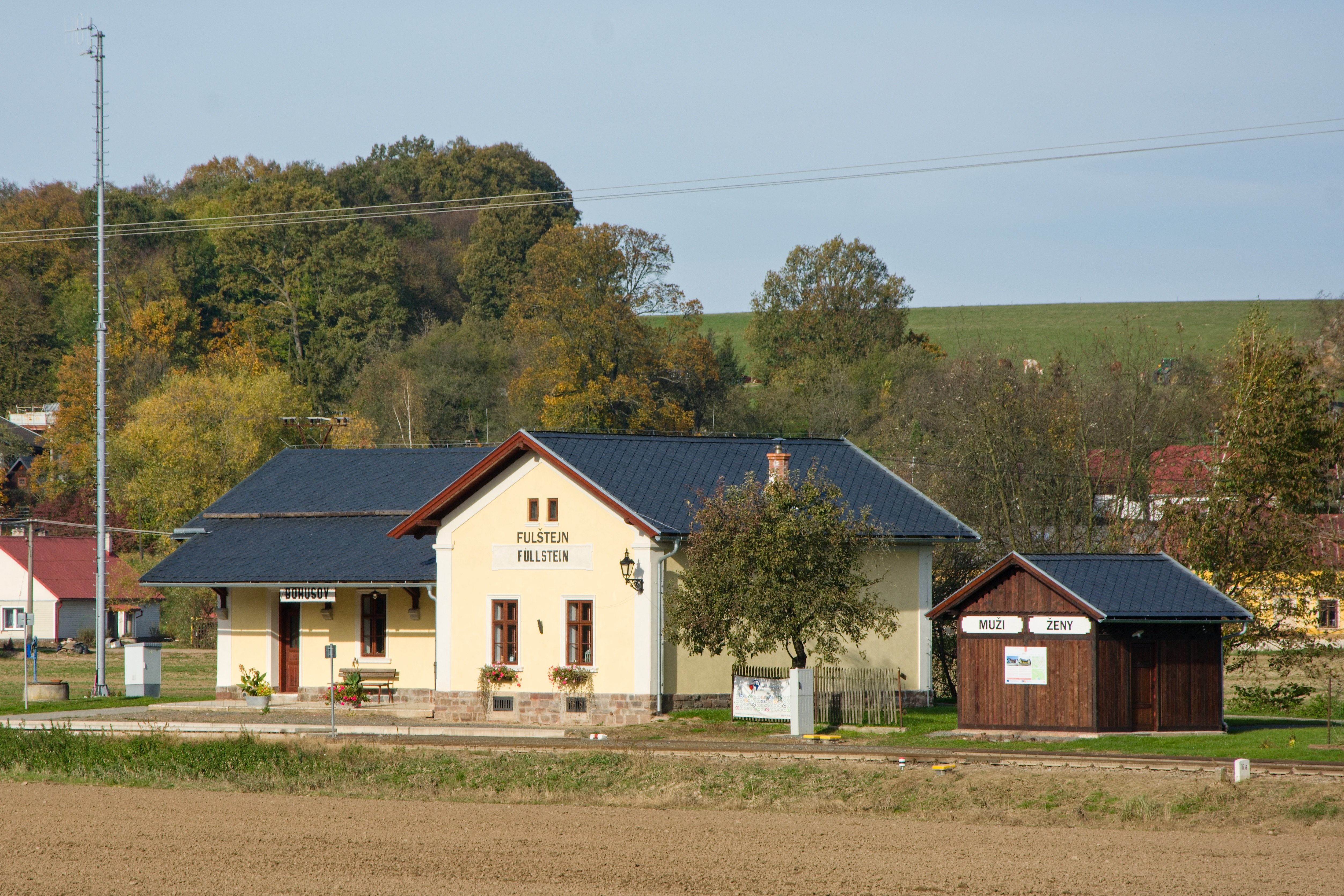
Bahnhof der Schmalspurbahn

Das spätere Füllstein wurde Mitte des 13. Jahrhunderts im Zuge der durch den Olmützer Bischof Bruno von Schauenburg planmäßig durchgeführten Besiedlung Nordmährens gegründet und mit Deutschen besiedelt. Vermutlich 1255 übertrug es Bischof Bruno lehensrechtlich seinem Truchsess Herbort von Fülme. Dieser errichtete nach  1255 eine Kirche, die dem hl. Martin geweiht wurde sowie eine Burg, die er „Füllstein“ nannte. Die um die Burg entstehende Siedlung wurde zunächst als „Gottfriedsdorf“ bezeichnet, auf das später der Burgname „Füllstein“ überging. Bis 1570 waren Burg und Ort im Besitz der Füllstein und gelangten dann an die Sedlnitzky von Choltitz. Wegen ihrer Beteiligung am Ständeaufstand 1618 verloren sie ihren Besitz nach der Schlacht am Weißen Berg. Nachfolgender Besitzer wurde der Landeshauptmann von Mähren, Graf Maximilian von Dietrichstein. Er verkaufte Füllstein jedoch schon 1630 dem Freiherrn Georg Maximilian von Hoditz, der 1641 in den Reichsgrafenstand erhoben wurde. Im Dreißigjährigen Krieg erlitten Burg und Ort Füllstein schwere Schäden durch die Schweden. 1741 trat Albert Joseph von Hoditz die Gutsherrschaft an, musste sie jedoch 1770 wegen Überschuldung verkaufen.
Nach dem Ersten Schlesischen Krieg 1742 verblieb Füllstein bei Böhmen, lag jedoch nunmehr an der Grenze zum preußischen Schlesien. Nach der Aufhebung der Patrimonialherrschaften wurde Füllstein eine selbständige Gemeinde, die zur Bezirkshauptmannschaft Jägerndorf gehörte. 1898 erhielt es Anschluss an der Schmalspurbahn Röwersdorf–Hotzenplotz. Nach dem Übergang an die Tschechoslowakei 1918 erhielt Füllstein 1921 die amtliche Ortsbezeichnung Fulštejn. 1930 lebten 805 Einwohner in Fulštejn, davon waren 779 Deutsche. Nach dem Münchner Abkommen wurde Füllstein/Fulštejn 1938 dem Deutschen Reich zugeschlagen und gehörte bis 1945 zum Landkreis Jägerndorf. Nach dem Zweiten Weltkrieg wurden die deutschen Bewohner vertrieben. Dadurch ging die Einwohnerzahl deutlich zurück und lag 1950 bei nur noch 384. Die neuen Bewohner waren teilweise Repatrianten aus Wolhynien. 1950 erfolgte die Änderung des Ortsnamens Fulštejn in Bohušov. Ende 1960 erfolgte die Auflösung des Okres Krnov und Bohušov wurde dem Okres Bruntál zugeordnet.

## Gemeindegliederung
Die Gemeinde Bohušov besteht aus den Ortsteilen Bohušov (Füllstein), Dolní Povelice (Nieder Paulowitz), Karlov (Karlsdorf) und Ostrá Hora (Schärfenberg). Grundsiedlungseinheiten sind Bohušov, Dolní Povelice, Karlov, Kašnice (Kaschnitzberg), Nová Ves (Neudörfel) und Ostrá Hora. Zu Bohušov gehören zudem die Einschichten Dolní Mlýn (Niedermühle),  Dubský Mlýn (Eichmühle), Grundek (Grundeck), Kampelička (Kampeldörfel), Kobernský Mlýn (Kawarner Mühle), Lesní Mlýn (Buschmühle) und Závsí (Hinterhäusel).
Das Gemeindegebiet gliedert sich in die Katastralbezirke Bohušov (1014 ha), Dolní Povelice (560 ha), Karlov u Bohušova (153 ha), Kašnice u Bohušova (146 ha) und Nová Ves u Bohušova (197 ha).

## Sehenswürdigkeiten
- Die St.-Martins-Kirche entstand kurz nach 1255 in den heutigen Ausmessungen. Der gotische Bau wurde nach dem Dreißigjährigen Krieg im Stil des Barock umgebaut. Nach einem Brand im  Jahre 1800 erhielt die Kirche ihre jetzige Gestalt und Ausstattung.
- Burgruine aus dem 13. Jahrhundert
- Schmalspurbahn Třemešná ve Slezsku–Osoblaha

## Persönlichkeiten
- Anton Seidel (1855–1925), deutschnationaler Politiker